# Silometopus uralensis
Silometopus uralensis là một loài nhện trong họ Linyphiidae.
Loài này thuộc chi Silometopus. Silometopus uralensis được Andrei V. Tanasevitch miêu tả năm 1985.